# Neoastrosphaeriella
Neoastrosphaeriella is een geslacht van schimmels uit de familie Aigialaceae. De typesoort is Neoastrosphaeriella krabiensis.

## Soorten
Volgens Index Fungorum telt het geslacht vijf soorten (peildatum april 2022):
| Soortnaam                            | Auteur(s)                               | Publicatiejaar |
| ------------------------------------ | --------------------------------------- | -------------- |
| Neoastrosphaeriella alankrithabeejae | Niranjan & V.V. Sarma                   | 2018           |
| Neoastrosphaeriella aquatica         | D.F. Bao, Z.L. Luo, K.D. Hyde & H.Y. Su | 2019           |
| Neoastrosphaeriella krabiensis       | Jian K. Liu, E.B.G. Jones & K.D. Hyde   | 2011           |
| Neoastrosphaeriella phoenicis        | S.N. Zhang, E.B.G. Jones & J.K. Liu     | 2020           |
| Neoastrosphaeriella sribooniensis    | Wanas., E.B.G. Jones & K.D. Hyde        | 2018           |